# Dozya japonica
Dozya japonica là một loài Rêu trong họ Leucodontaceae. Loài này được Sande Lac. mô tả khoa học đầu tiên năm 1866.